# 乳糜泻
乳糜瀉（英語： 或 celiac disease）又称麸质敏感性肠病（gluten-sensitive enteropathy），是具有遗传倾向，对含麦胶食物不耐受而导致的肠源性吸收障碍的小肠自體免疫性疾病。
典型的症狀包含胃腸道症狀，像是慢性腹瀉、腹脹、吸收不良、降低食慾，以及使孩童生長遲緩。這個病通常發生在六個月大到兩歲之間。不典型的症狀比較常見，尤其是病人年紀大於兩歲時。腸胃道症狀可能輕微或沒有表現，另外也可能會有許多症狀影響到身體任何部位，或甚至是沒有顯著症狀表現。乳糜瀉剛開始是被發現於孩童身上，但其實任意年紀都可以發病。此病常常和其他自體免疫性疾病共病，如1型糖尿病和甲狀腺炎等。

## 机制
乳糜瀉是因人體不適應麩質進而引發過敏反應的結果。麩質是小麥、大麥及裸麥等穀物含有的一組蛋白質。一般而言，適量的食用燕麥，若其中無摻混其他含有麩質的穀物，通常不會對儿童患者造成影響，而食用後會出現乳糜瀉問題的機率則可能與於燕麥的品種有關。
此症是遺傳性疾病，患者攝取到麩質後，身體裡的異常免疫系統對此產生反應，並可能導致生成數種自身抗體而影響許多不同的器官。在小腸中，自身抗體會引發炎症反應，並可能造成生長於小腸內壁的絨毛長度變短（絨毛萎縮），而這會影響營養吸收，患者因而經常貧血。

## 诊断
确诊通常非常困难，大部分患者在正确诊断前都经歷较长的时间。现在有多个检测手段可以使用。患者症状的严重程度可能决定了这些检测的顺序，但如果患者已经在进行无麸质饮食，则所有上述的检测都无效。小肠的损伤通常在饮食中去掉麸质后几周开始恢复，而抗体的水平也在数月后下降。对于那些正在进行无麸质饮食的人群，可能需要在其饮食中每日有一餐加入含麸质的食物，持续六周后再进行检测。
診斷一般是透過血液抗體測試及腸道活體組織切片進行，會用特殊的基因檢測作為輔助。不過診斷不容易直接進行，多半血液中的抗體檢驗是陰性的，而腸道健康的絨毛也只有少許變化。病患在確診前多半已有嚴重症狀，且持續了幾年。目前越來越多的確診案例來自於無症狀患者的篩檢結果。不過目前尚無足夠實證佐證篩檢的效果。此病症是由對於麩質蛋白質的永久不耐所造成，和更罕見的小麥過敏不同。

## 治疗
目前認為對此病唯一有效的治療方式是讓病患採取嚴格的終生無麩質飲食。這樣可讓大多數的患者腸粘膜復元、改善症狀並降低產生併發症的風險。如果不加以治療，此病將可能導致如腸道淋巴瘤等癌症，並會略為增加早期死亡的風險。世界各地罹患此病的人口比率各不相同，從1/300人至1/40不等，平均則是約在1/100至1/170間。據估計，罹有此病者中有高達80％並未被確診出來，通常是因為他們的胃腸道症狀極為輕微或根本沒有出現症狀，以及因為大眾缺乏對於症狀和診斷標準的知識所致。統計上，此病的女性患者較男性略多一些。